# 拉斯穆斯·克里斯滕森
拉斯穆斯·尼森·克里斯滕森（丹麥語：Rasmus Nissen Kristensen；1997年7月11日—）是丹麥的一位足球運動員。現時被英冠球會列斯聯外借至德甲球隊法蘭克福。他也是丹麥國家足球隊的成員，司职右後衛。他在2012賽季轉會米迪特蘭。他也曾代表丹麥U21國家隊參賽並參加了2017年歐洲U21足球錦標賽。

## 俱樂部生涯

### 薩爾斯堡紅牛
2019年7月，在阿賈克斯效力了1.5年後，克里斯滕森轉會到奧地利，並以5年的合約加入了奧地利足球超級聯賽球隊薩爾斯堡紅牛。
2022年4月24日，克里斯滕森在球隊對上奧地利維也納5-0大勝的比賽後隨隊獲得奥地利足球超级联赛冠軍。

### 里茲聯
2022年6月8日，克里斯滕森與英超球會列斯聯簽訂了一份長期合約，轉會費為1000萬英鎊。將與前薩爾斯堡隊友布蘭登·亞倫森重聚。

## 榮譽

### 俱樂部
阿賈克斯
- 荷兰足球甲级联赛冠軍：2018–19賽季
- 荷蘭盃冠軍：2018–19賽季

 薩爾斯堡紅牛
- 奥地利足球超级联赛冠軍：2019–20、2020–21、2021–22[4]賽季
- 奧地利盃冠軍：2019–20、2020–21、2021–22[6]賽季

## 外部連結
- Rasmus Nissen （页面存档备份，存于） at Soccerway
- Rasmus Nissen （页面存档备份，存于） at DBU
- Rasmus Nissen[永久] at FCM